# Quartier Mohammed VI
 (novembre 2017).
Si vous disposez d'ouvrages ou d'articles de référence ou si vous connaissez des sites web de qualité traitant du thème abordé ici, merci de compléter l'article en donnant les références utiles à sa vérifiabilité et en les liant à la section « Notes et références ».
Le quartier Mohammed VI est un quartier situé à El Jadida. Ce quartier comporte des monuments et des sites touristiques[évasif].

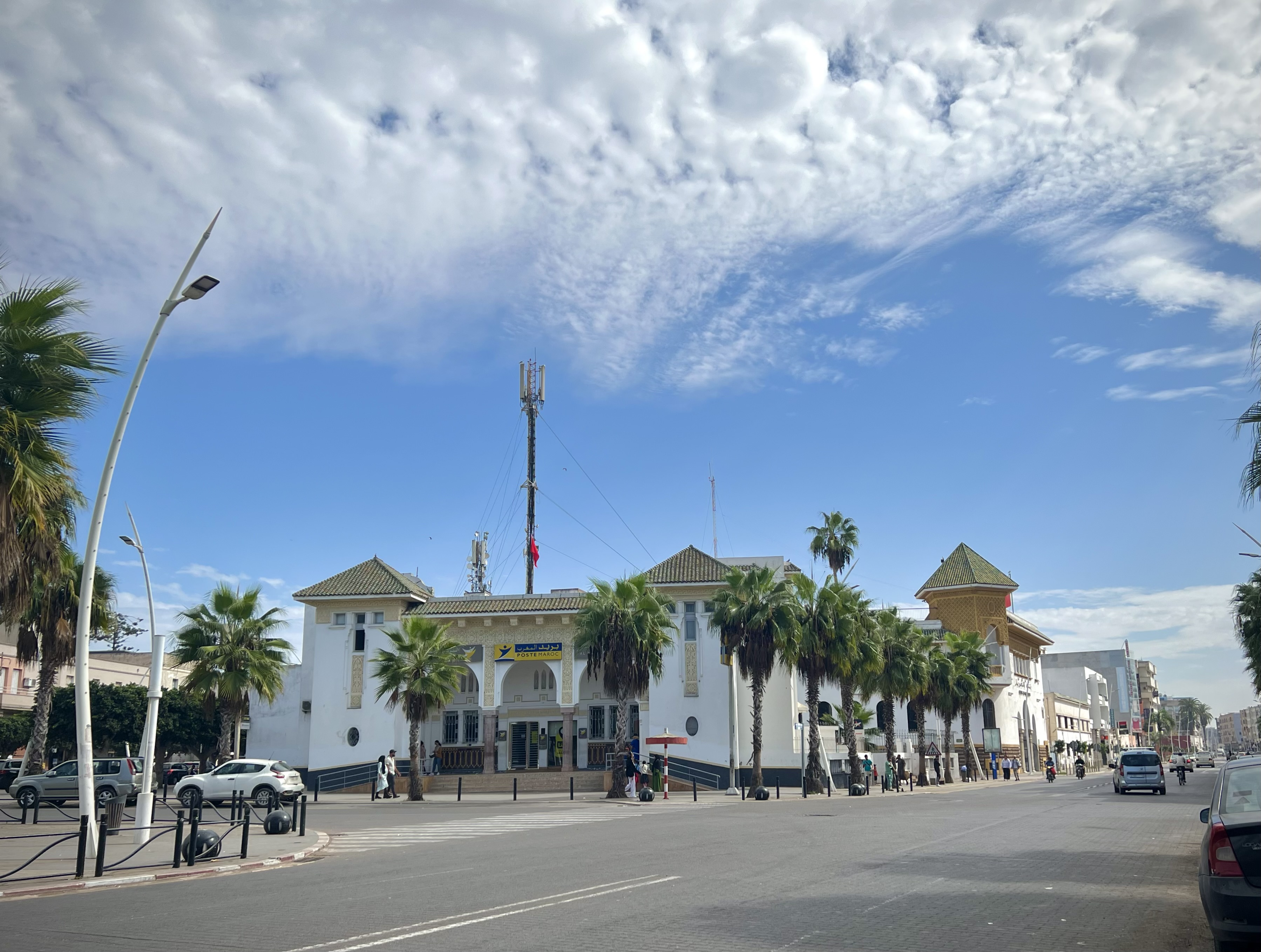
Parc Mohamed VI.